# Delfin Tu Salsero
Delfín Tu Salsero (născut Delfín Antonio Marte Acosta; născut la 24 iulie 1981, Republica Dominicană) este un cântăreț și compozitor dominican.

## Biografie
S-a născut în Republica Dominicană în provincia Sánchez Ramírez, în orașul Cotuí, la 24 iulie 1981. Părinții săi erau dominicani și este cel mai mic dintre frații săi. A început să asculte muzică romantică în adolescență și a început să compună cântece. Când a ajuns la maturitate, a învățat mai multe despre muzică. A lucrat ca electrician și recepționer la un hotel, vorbind fluent engleza. 
Astăzi menține o relație puternică cu care are două fiice. Părinții lui au murit în 2020 și 2021. 

### Carieră
În 2014 a decis să-și anunțe oficial debutul ca artist și a decis să interpreteze genul muzical numit salsa în principal pentru discuri, făcând fiare identificate cu genul. Pentru a-și face cunoscut cariera de artist, a cântat în diverse centre sociale, cum ar fi baruri, petreceri masive de aniversare și mai multe evenimente sociale în orașele țării, câștigând faimă și acceptare în orașul său natal și nu numai. Din Republica Dominicană până în prezent, a strâns mii de vizualizări pe YouTube și rețelele sociale.